# برايان لويس (مهندس معماري)
برايان لويس (بالإنجليزية: Brian Lewis)‏ هو مهندس معماري أسترالي، ولد في 1906، وتوفي في 1991.